# كيفن ويندهام
كيفن ويندهام (بالإنجليزية: Kevin Windham)‏ هو متسابق دراجات نارية أمريكي، ولد في 28 فبراير 1978 في باتون روج في الولايات المتحدة.